# Trichopelma
Genre
Synonymes
- Stothis Simon, 1889
- Hapalopinus Simon, 1903
- Merothele Petrunkevitch, 1925
- Obaerarius Petrunkevitch, 1926
- Leptostylus Fischel, 1927 nec LeConte, 1852
- Leptofischelia Strand, 1929

Trichopelma est un genre d'araignées mygalomorphes de la famille des Theraphosidae.

## Distribution
Les espèces de ce genre se rencontrent aux Antilles, en Amérique du Sud et en Amérique centrale.

## Liste des espèces
Selon World Spider Catalog (version 25.5, 09/12/2024) :
- Trichopelma affine (Simon, 1892)
- Trichopelma baracoense Ríos-Tamayo, 2024
- Trichopelma bimini Mori & Bertani, 2020
- Trichopelma cheguevarai Ríos-Tamayo, 2024
- Trichopelma citma Ríos-Tamayo, 2024
- Trichopelma coenobita (Simon, 1889)
- Trichopelma cubanum (Simon, 1903)
- Trichopelma fidelcastroi Ríos-Tamayo, 2024
- Trichopelma fulvum (Bryant, 1948)
- Trichopelma gabrieli Mori & Bertani, 2020
- Trichopelma goloboffi Mori & Bertani, 2020
- Trichopelma grande Ortiz & Fonseca, 2024
- Trichopelma granmense Ríos-Tamayo, 2024
- Trichopelma huffi Mori & Bertani, 2020
- Trichopelma illetabile Simon, 1888
- Trichopelma insulanum (Petrunkevitch, 1926)
- Trichopelma juventud Mori & Bertani, 2020
- Trichopelma laselva Valerio, 1986
- Trichopelma laurae Mori & Bertani, 2020
- Trichopelma loui Mori & Bertani, 2020
- Trichopelma maculatum (Banks, 1906)
- Trichopelma nitidum Simon, 1888
- Trichopelma platnicki Mori & Bertani, 2020
- Trichopelma rudloffi Ríos-Tamayo, 2024
- Trichopelma soroense Ríos-Tamayo, 2024
- Trichopelma steini (Simon, 1889)
- Trichopelma tostoi Mori & Bertani, 2020
- Trichopelma venadense (Valerio, 1986)
- Trichopelma zebra (Petrunkevitch, 1925)

Selon World Spider Catalog (version 23.5, 2023), :
- † Trichopelma hispaniolensis (Wunderlich, 1988)

## Systématique et taxinomie
Ce genre a été décrit par Simon en 1888 dans les Aviculariidae.
Stothis, Hapalopinus, Merothele, Obaerarius et Leptostylus Fischel, 1927, préoccupé par Leptostylus LeConte, 1852, remplacé par Leptofischelia par Strand en 1929 ont été placés en synonymie par Raven en 1985.

## Publication originale
- Simon, 1888 : « Études arachnologiques. 21e Mémoire. XXIX. Descriptions d'espèces et de genres nouveaux de l'Amérique centrale et des Antilles. » Annales de la Société Entomologique de France, sér. 6, vol. 8, p. 203-216 (texte intégral).